# Неправильное воспитание Кэмерон Пост
«Неправильное воспитание Кэмерон Пост» (англ. The Miseducation of Cameron Post) — американо-британский драматический фильм режиссёра Дезире Акхаван по сценарию, написанному Акхаван совместно с Сесилией Фруджьюэле на основе одноимённого романа Эмили М. Дэнфорт. Главные роли исполнили Хлоя Грейс Морец, Джон Галлахер — младший, Саша Лейн, Форрест Гудлак, Марин Айрленд, Оуэн Кэмпбелл, Керри Батлер, Куинн Шепард, Мелани Эрлих и Дженнифер Эль.
Премьера фильма состоялась на кинофестивале «Сандэнс» 22 января 2018 года. Премьера в США состоялась 3 августа 2018 года компанией FilmRise, а в Великобритании — 7 сентября 2018 года компанией Vertigo Releasing.

## Сюжет
1993 год. Девушка-подросток вынуждена пройти конверсионную терапию по настоянию её консервативных опекунов.

## Актёрский состав
- Хлоя Грейс Морец — Кэмерон Пост
- Джон Галлахер — младший — преподобный Рик
- Саша Лейн — Джейн Фонда
- Форрест Гудлак — Адам Красный Орёл
- Марин Айрленд — Бетани
- Оуэн Кэмпбелл — Марк
- Керри Батлер — Рут Пост
- Куинн Шепард — Коли Тейлор
- Эмили Скеггс — Эрин
- Дженнифер Эль — доктор Лидия Марш
- Далтон Хэррод — Джейми
- Кристофер Дилан Уайт — Дейн Бански
- Стивен Хаук — пастор Кроуфорд
- Айзек Джин Солштейн — Стив Кромпс
- Мелани Эрлих — Хелен Шоуолтер
- МакКейб Слай — Бретт
- Дэйл Соулс — бабушка

## Производство
В ноябре 2016 года было объявлено, что Хлоя Грейс Морец, Саша Лейн, Джон Галлахер — младший, Форрест Гудлак и Дженнифер Эль присоединились к актёрскому составу фильма, режиссурой которого займётся Дезире Акхаван по сценарию, написанному ей совместно с Сесилией Фруджьюэле.

### Съёмки
Съёмочный процесс фильма начался в ноябре 2016 года.

## Релиз
Мировая премьера фильма состоялась на кинофестивале «Сандэнс» 22 января 2018 года, где он выиграл главный приз жюри в секции игрового кино. Вскоре после этого компании FilmRise и Vertigo Releasing приобрели дистрибьюторские права на показ фильма в США и Великобритании соответственно. Фильм также был показан на кинофестивале «Трайбека» 22 апреля 2018 года.
Изначально фильм должен был выйти в США 10 августа 2018 года, однако позже был сдвинут на 3 августа 2018 года. Премьера фильма в Великобритании состоялась 31 августа 2018 года.

## Принятие
Фильм получил положительные отзывы от критиков. На интернет-агрегаторе Rotten Tomatoes он имеет рейтинг 86 % на основе 156 рецензий и средний балл 7.4/10. Metacritic дал фильму 69 баллов из 100 возможных на основе 36 рецензий, что соответствует статусу «в целом положительные отзывы».